# Suolijoki (vattendrag i Lappland)
Suolijoki är ett vattendrag i Finland.   Det ligger i landskapet Lappland, i den norra delen av landet, 700 km norr om huvudstaden Helsingfors.